# Улица Ивана Драча
Улица Ивана Драча (до 2022 года — Некра́совская у́лица) расположена в Шевченковском районе города Киева. Пролегает от улицы Сечевых Стрельцов до улицы Владимира Винниченко.
Протяжённость 195 м. Движение — автомобильное.

## История
Некрасовская улица проложена в 1910—1912 через частные усадьбы. По просьбе их собственников названа Некрасовской в память о поэте Николая Алексеевича Некрасова. В справочной литературе 1912—1915 годов упоминается также как переулок Львовский (начинался от улицы Львовской, нынешней улицы Сечевых Стрельцов).
Некоторое время название Некрасовской имели улицы Волжская, Новикова-Прибоя, Володи Дубинина и Трубежской переулок.
В процессе дерусификации городских объектов, 28 октября 2022 года улица получила современное название — в честь советского украинского прозаика, поэта и сценариста, Героя Украины  Ивана Фёдоровича Драча.

## Памятники архитектуры
Памятником истории является здание № 3, возведённое в конце XIX столетия.
В здании № 10/8 располагалась городская санитарно-эпидемиологическая станция. Здание возведено в 1905—1909 годах по решению Киевской городской управы архитектором Ипполитом Николаевым в стиле неоренессанс. В 1975—1978 годах здание было реконструировано по проекту архитекторов В. Гопкало и А. Дубинской.

## Личности
- В доме № 6 (сейчас уже под № 3) с 1914 года по 1917 год жил Королёв Сергей Павлович — советский ученый, конструктор ракетно-космических систем[2], председатель Совета главных конструкторов СССР (1950—1966). Академик АН СССР (1958).

## Памятники и мемориальные доски
- дом № 3 — мемориальная доска в честь подпольного Шевченковского райкома КП(б) Украины города Киева, работавшего в этом здании в период немецко-фашистской оккупации (1941—1943 годы). Открыта в 1975 году.
- дом № 10/8 — мемориальная доска в честь подпольной организации, действовавшей в этом здании в 1942—1943 годах под руководством врача-эпидемиолога Савинова Аркадия Иосифовича.

## Транспорт
- Троллейбусы 16, 18
- Маршрутные такси 159, 181, 439, 527, 574

## Почтовый индекс
04053